# Analogia del gat negre
L' analogia del gat negre és una analogia que explica les diferències entre ciència i religió o, segons versions, també entre altres disciplines com la filosofia i la metafísica.

## Descripció
L'analogia es pot descriure així:
- Filosofia és com estar en una habitació fosca i buscar un gat negre.
- Metafísica és com estar en una habitació fosca i buscar un gat negre que no hi és.
- Teologia és com estar en una habitació fosca i buscar un gat negre que no hi és, i cridar "L'he trobat!"
- Ciència és com estar en una habitació fosca buscant un gat negre mentre utilitzeu una llanterna.
- Ciències socials és com estar en una habitació fosca sospitant des del principi que hi ha un gat negre en algun lloc, i sortir de l'habitació amb rascades a l'avantbraç com a reivindicació.[1]

També es pot aplicar a altres àmbits del coneixement o l'aprenentatge, com el cas d'Ernest Gellner sobre el marxisme.

## Explicació
Vincent Barry explica que la diferència entre filosofia i teologia rau en el fet que la filosofia és científica i de ment oberta, preocupada per la prova, mentre que els teòlegs "han trobat la seva veritat final" abans de començar la recerca.

## Origen
Existeixen moltes variacions de l'analogia, i s'han atribuït de diverses maneres a diverses figures famoses en diferents moments (per exemple a través de citacions errònies de Charles Darwin), però la cita ha existit almenys des de la dècada de 1890. Es desconeix el seu origen absolut.
Wendy Doniger la relaciona amb un proverbi francès i anglès: "A la foscor, tots els gats són grisos". Hegel va criticar les idees ingènues de l'Absolut, que va ridiculitzar com "com una nit, com diu la gent, en què totes les vaques són negres". Dashiell Hammett a The Dain Curse (1929) es referia a un "home cec en una habitació fosca que buscava un barret negre que no hi era". Ernest Gellner es va referir a una broma d'Europa de l'Est sobre la ciència, la filosofia i el marxisme com la recerca d'un gat en una habitació fosca amb diverses conseqüències: amb la ciència el gat és present, amb la filosofia absent i amb el marxisme absent però trobat.